# Holubinka olivová
Holubinka olivová (Russula olivacea (Schaeff.: Secr.) Fr.) je jedlá houba z čeledi holubinkovitých.

## Synonyma
- Russula olivacea (Schaeff.: Secr.) Fr.

## Výskyt
Holubinka olivová roste v jehličnatých i listnatých lesích od června do října.